# Hiroto Shinozuka
Hiroto Shinozuka (en japonés: 篠塚大登, Shinozuka Hiroto; Tokio, 23 de diciembre de 2003) es un deportista japonés que compite en tenis de mesa.
Ganó una medalla de oro en el Campeonato Mundial de Tenis de Mesa de 2025, en la prueba de dobles. Participó en los Juegos Olímpicos de París 2024, ocupando el cuarto lugar en la prueba de equipo.

## Palmarés internacional
| Campeonato Mundial | Campeonato Mundial | Campeonato Mundial | Campeonato Mundial |
| Año                | Lugar              | Medalla            | Prueba             |
| ------------------ | ------------------ | ------------------ | ------------------ |
| 2025               | Doha (Catar)       | Medalla de oro     | Dobles             |